# Finska mästerskapet i bandy 1976/1977
Finska mästerskapet i bandy 1976/1977 spelades som dubbelserie följd av slutspel. OLS vann mästerskapet och OLS Matti Alatalo blev skyttekung med 36 mål. Alatalo utsågs även till 1976 års bästa bandyspelare av Sportjournalistförbundet.

## Mästerskapsserien

### Slutställning
| Lag                   | Spelade | Vinster | Oavgjorda | Förluster | Målskillnad | Poäng |
| --------------------- | ------- | ------- | --------- | --------- | ----------- | ----- |
| OLS                   | 16      | 16      | 0         | 0         | 128–29      | 32    |
| Veitsiluodon Vastus   | 16      | 11      | 1         | 4         | 62–42       | 23    |
| Lappeenrannan Veiterä | 16      | 10      | 2         | 4         | 82–48       | 22    |
| Warkauden Pallo -35   | 16      | 10      | 0         | 6         | 64–52       | 20    |
| IFK Helsingfors       | 16      | 8       | 1         | 7         | 63–54       | 17    |
| Borgå Akilles         | 16      | 8       | 0         | 8         | 70–57       | 16    |
| Mikkelin Palloilijat  | 16      | 3       | 0         | 13        | 44–77       | 6     |
| OPS                   | 16      | 2       | 0         | 14        | 27–93       | 4     |
| Oulun Tarmo           | 16      | 2       | 0         | 14        | 17–105      | 4     |

#### Skiljematch för att undvika nedflyttning
| Lag 1       | Resultat | Lag 2 |
| ----------- | -------- | ----- |
| Oulun Tarmo | 2–1      | OPS   |

OPS åkte ur serien. Tarmo kvalade mot Botnia. Direkt till mästerskapsserien gick Oulun Pallo-Pojat. MP beredde plats åt Mikkelin Kampparit.

### Kval
| Lag 1     | Resultat | Lag 2       | Match 1 | Match 2 |
| --------- | -------- | ----------- | ------- | ------- |
| Botnia-69 | 6–7      | Oulun Tarmo | 3–1     | 3–6     |

Tarmo kvar i serien. Men i slutet av säsongen 1977/1978 spelade man mot OPS och Botnia-69. Inga källor kan förklara detta.

## Semifinaler
| Lag 1                 | Resultat | Lag 2               | Match 1   | Match 2   |
| --------------------- | -------- | ------------------- | --------- | --------- |
| Warkauden Pallo -35   | 8–11     | OLS                 | 2–8 (2–2) | 6–3 (2–3) |
| Lappeenrannan Veiterä | 11–3     | Veitsiluodon Vastus | 6–2 (2–0) | 5–1 (2–1) |

## Match om tredje pris
| Lag 1               | Resultat  | Lag 2               |
| ------------------- | --------- | ------------------- |
| Veitsiluodon Vastus | 4–3 (0–2) | Warkauden Pallo -35 |

## Final
| Lag 1 | Resultat  | Lag 2                 |
| ----- | --------- | --------------------- |
| OLS   | 9–2 (4–0) | Lappeenrannan Veiterä |

## Slutställning
| Placering | Lag                   |
| --------- | --------------------- |
| 1.        | OLS                   |
| 2.        | Lappeenrannan Veiterä |
| 3.        | Veitsiluodon Vastus   |
| 4.        | Warkauden Pallo -35   |

## Finska mästarna
OLS: Seppo Jolkkonen, Raimo Ikonen, Pertti Härkönen, Antti Ervasti, Mauri Sorppanen, Timo Okkonen, Pertti Kärenaho, Toivo Orava, Tuomo Rantalankila, Kalevi Immonen, Yrjö Ervasti, Ari Kuokkanen, Eero Hamari, Matti Alatalo, Pekka Vartiainen, Pekka Liikanen.

### Fotnoter
1. ↑  finbandy.fi